# Röhlingen
Die Ortschaft Röhlingen (schwäbisch „Realig“) im Ostalbkreis in Baden-Württemberg ist ein Stadtteil von Ellwangen (Jagst). Sie liegt etwa 7,4 Kilometer südöstlich der Kernstadt am Bach Röhlinger Sechta.

## Geographie
Röhlingen liegt auf 459 m ü. NN im nordöstlichen Vorland der Schwäbischen Alb. Die Gemarkungsfläche beträgt 4.337 Hektar. Zu Röhlingen zählen noch folgende Ortsteile und Höfe: Dettenroden, Elberschwenden, Erpfental, Haisterhofen, Killingen, Neunheim, Neunstadt, Rötlen, Steigberg und Süßhof.

## Geschichte

### Erste Siedlungen
Auf den fruchtbaren Böden im Bereich des Schwarzen Jura siedelten sich früh Menschen an. Archäologische Funde in der Flur Hornbreite lassen darauf schließen, dass die Gegend von Röhlingen bereits in der Mittel- und Jungsteinzeit besiedelt war. Zahlreiche Grabhügel aus der Bronzezeit und vor allem der Hallstattzeit wurden gefunden, unter anderem in Röhlingen, Haisterhofen und Killingen.
Beim Bau des obergermanisch-raetischen Limes im 1. und 2. Jahrhundert nach Christus wurde die Gemarkung auf einer Länge von 8 km in nordöstlicher Richtung von der Grenzbefestigung durchschnitten. Der Limes verlief unterhalb der heutigen Hauptstraße. Ein Kastell wird vermutet, ist aber nicht nachgewiesen. Weitere römische Anlagen oder Gutshöfe befanden sich bei Haisterhofen und Killingen.

### Dorfgründung
Röhlingen wurde im 6. oder 7. Jahrhundert als alamannisches Dorf gegründet. Der Dorfname wird auf einen Mann namens Rehilo oder Rohilo zurückgeführt, der sich mit seiner Sippe dort niederließ. Am Hang oberhalb der Hofstelle lag ein Friedhof, der 1990 entdeckt wurde. Dass dort auch eine frühe Kirche stand, wird vermutet, ist aber nicht nachgewiesen.
In der Vita Hariolfi über den Klostergründer Hariolf wurde der Ort um 850 erstmals erwähnt. Nach diesen Aufzeichnungen des Mönchs Ermenrich empfing Abt Hariolf schon bald nach der Gründung des Klosters Ellwangen im Jahr 764 den Adligen Grimold auf seinem Hofgut zu Röhlingen (in vico Rohilingen).

### Mittelalter

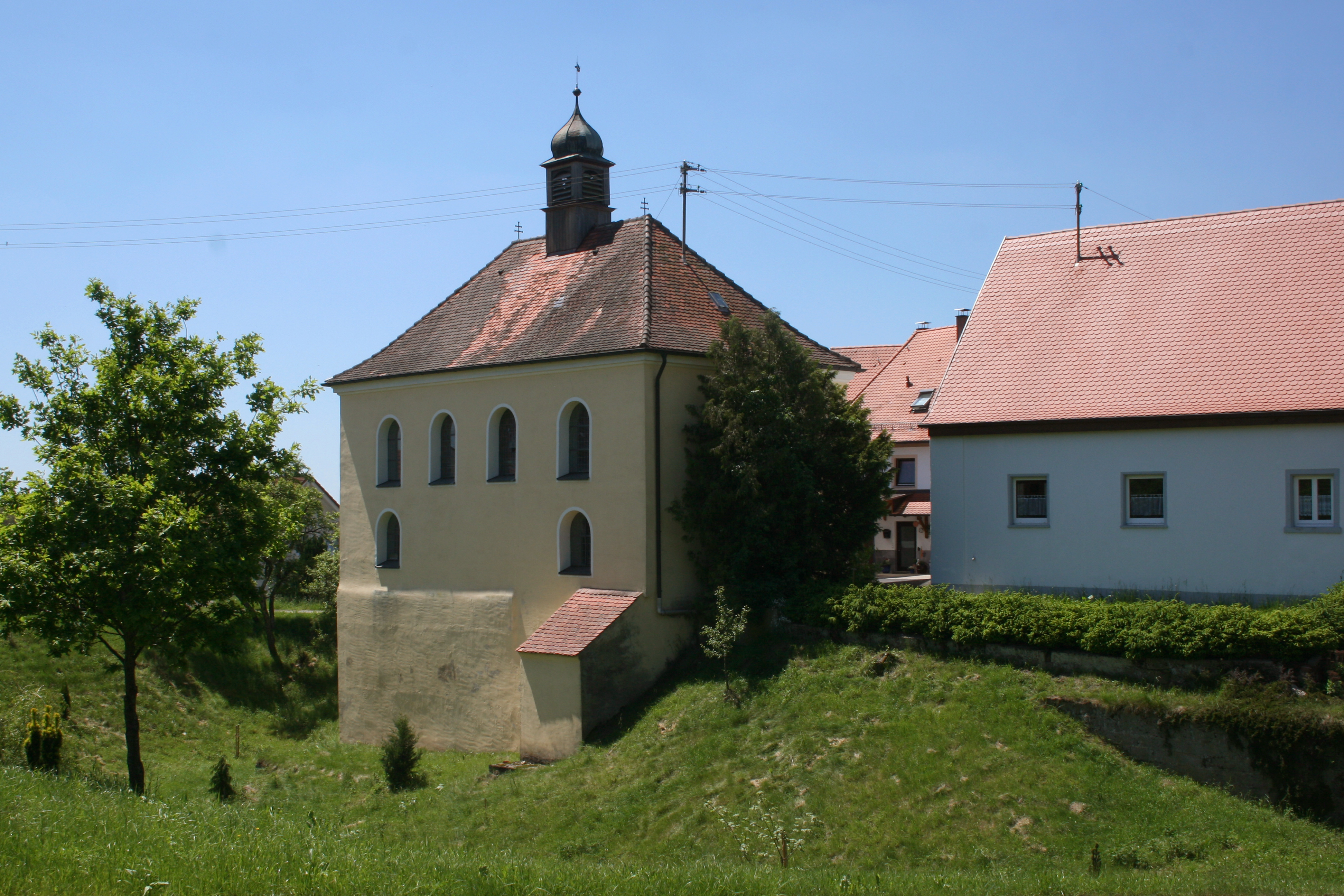
Katharinenkapelle auf dem ehemaligen Burgstall in Rötlen

Etwa ab dem 10. Jahrhundert wurden in der Region zahlreiche Burgstalle angelegt, unter anderem in Röhlingen, bei Erpfental, in Neunstadt, Haisterhofen, Killingen, am Gumpenweiher und in Rötlen. Sie waren mit Forstbeamten der Abtei Ellwangen besetzt, die das Grenzgebiet zwischen Alemannien und Franken sichern sollten. Einige dieser Burgstalle wurden später zu kleinen Steinburgen ausgebaut. In Rötlen bildete eine solche Burg die Grundlage für das spätere Schloss.
Als Ministerialen der Abtei Ellwangen hausten die Herren von Röhlingen auf einem Burgstall am linken Ufer der Sechta, der im 11. oder 12. Jahrhundert angelegt wurde. Die Turmhügelburg war mit einem Wirtschaftshof verbunden. Später wurde dort die Zehntscheune errichtet. Der Burgstall ist heute nicht mehr zu sehen. Das Ortsadelsgeschlecht von Rohelingen wurde 1255 erstmals erwähnt, die letzten Namensträger im 15. Jahrhundert.
Ortsadel gab es auch in Killingen und Haisterhofen bis ins Spätmittelalter. Ab dem 14. Jahrhundert mussten die verarmten Adeligen Güter und Rechte verkaufen. So erwarb Ellwangen unter anderem Besitzungen und Rechte in Röhlingen, Killingen, Neunstadt, Erpfental und die Burg Rötlen.
Die Pfarrkirche von Röhlingen wurde 1328 vom Bischof von Augsburg dem Kloster Ellwangen inkorporiert.

### Neuzeit
Als das Kloster Ellwangen 1460 in ein Chorherrenstift umgewandelt wurde, gelangte die Markung Röhlingen in den Besitz der Fürstpropstei Ellwangen. 94 Röhlinger Bauern beteiligten sich im Jahr 1525 während des Bauernkriegs an dem Ellwanger Haufen von Bürgern und Bauern, der plündernd und brandstiftend durch Ellwangen zog, aber vom Schwäbischen Bund geschlagen wurde.
Schwedische Reiter unter Claus Dietrich von Sperreuth plünderten das Dorf Röhlingen im Dreißigjährigen Krieg am 11. Februar 1632. Im Mai 1632 nahm Sperreuter das Dorf Rötlen ein und griff von dort aus Ellwangen an.
Die Markung Röhlingen kam 1802 zu Württemberg. Sie gehörte zunächst zum Oberamt Rötlen und wurde dann eine Gemeinde im Oberamt Ellwangen, welches ab 1818 Teil des Jagstkreises wurde. Die Gemeinde Röhlingen gehörte dem Oberamt Ellwangen bis zu dessen Auflösung 1938 an.
Zwischen 1840 und 1865 wanderten zahlreiche Einwohner des Dorfes nach Amerika aus.
In der Beschreibung des Oberamts Ellwangen von 1886 hieß es über die Wirtschaftszweige Röhlingens: „Die Haupterwerbsmittel bestehen in Feldbau und Viehzucht; man baut besonders Roggen, Dinkel, Gerste und Haber; und zwar weit über den eigenen Bedarf, auch der Wiesenbau ist ausgedehnt, die Obstzucht nicht bedeutend. Zwei Ziegeleien, fünf Mahlmühlen, eine Gipsmühle, zwei Sägmühlen, und zwei bedeutende Bierbrauereien bestehen.“ Die Postwagenverbindung von Ellwangen nach Tannhausen führte durch Röhlingen. Die Gemeinde hatte einen Wundarzt und eine organisierte Feuerwehr.

### 20. Jahrhundert
Der Beginn des 20. Jahrhunderts brachte auch für Röhlingen und seine Teilorte einen Ausbau der Infrastruktur mit sich. In den Jahren 1916 und 1917 wurden Wasserleitungen in Röhlingen und vier weiteren Teilorten gebaut. 1919 wurde in Rötlen eine Telegraphenhilfstelle als öffentliche Sprechstelle eingerichtet. 1922 und 1923 wurden Elberschwenden, Rötlen, Erpfental, Haisterhofen, Killingen, Steigberg und der Süßhof an die neue Hochspannungsleitung von Ellwangen nach Tannhausen angeschlossen. Die Röhlinger Sechta wurde 1925 im Bereich der Schlierbach-Einmündung reguliert, zudem wurde die erste Brücke über die Sechta gebaut. 1937 bekam Röhlingen eine elektrische Straßenbeleuchtung.
Die neue Gemeinde Röhlingen entstand am 1. April 1935. Die bisherigen Teilgemeindeverwaltungen wurden aufgehoben.
Im April 1945 wurden Hunderte von KZ-Häftlingen im Hessentaler Todesmarsch durch Röhlingen getrieben. Danach wurden 26 Tote im Neunheimer Steinbruch aufgefunden, weitere an der Straße Röhlingen – Zöbingen, an der Ortsstraße Röhlingen und an der Markungsgrenze Röhlingen/Elberschwenden. Ein Kreuz auf dem Röhlinger Friedhof markiert die Stelle, an der KZ-Häftlinge begraben wurden.
Bereits am 24. Februar 1945 waren SS-Einheiten in Röhlingen angekommen. Die Waffen-SS sprengte fünf Brücken in der Gemeinde, was erhebliche Schäden an Gebäuden zur Folge hatte. Der Ort wurde zunehmend von Tieffliegern angegriffen. Im April marschierten die amerikanischen Truppen ein. Sie zerstörten zuerst das 1934 errichtete Lager des Reichsarbeitsdienstes.
In den Nachkriegsjahren bis 1948 nahm die Gemeinde viele Flüchtlinge und Vertriebene aus den ehemaligen deutschen Ostgebieten auf. Ihre Einquartierung brachte einige Probleme mit sich. In den 1950er Jahren begann eine starke Bautätigkeit, nachdem die Gemeinde Bauland für die Laubbach-Siedlung bereitgestellt hatte.
Am 1. Januar 1972 wurde die bis dahin selbstständige Gemeinde Röhlingen in die Große Kreisstadt Ellwangen (Jagst) eingemeindet. Sie war eine der größten Gemeinden des Landkreises Aalen.

### Einwohnerentwicklung
|      | Röhlingen | Gemeinde/Ortschaft |
| ---- | --------- | ------------------ |
| 1803 | 281       |                    |
| 1812 |           | 1450               |
| 1824 | 482       |                    |
| 1880 | 642       | 1827               |
| 1950 | 865       | 2200               |
| 1961 |           | 2324               |
| 1970 | 1115      | 2862               |
| 1980 | 1249      | 3020               |
| 1985 | 1213      | 3172               |
| 1989 | 1377      | 3281               |
| 1994 | 1481      | 3444               |
| 2010 | 1689      | 3763               |
| 2019 | 1730      | 3741               |

## Politik

### Ortschaftsrat und Ortsvorsteher
Im Ellwanger Gemeinderat ist Röhlingen durch das Verfahren der unechten Teilortswahl mit vier Mitgliedern vertreten. Für Röhlingen existiert zudem ein Ortschaftsrat. Dieser wird ebenfalls nach dem Verfahren der unechten Teilortswahl gewählt, weshalb sich aufgrund von Ausgleichsmandaten die Anzahl an Mitgliedern ändern kann. Mindestens sechs Mitglieder werden dabei als Vertreter des Ortes Röhlingen selbst und mindestens sieben weitere Mitglieder jeweils als Vertreter der ebenfalls zur Ortschaft gehörenden Wohnbezirke gewählt. Seit der letzten Wahl im Rahmen der Kommunalwahlen am 9. Juni 2024 umfasst der Ortschaftsrat insgesamt 16 Mitglieder, deren Amtszeit fünf Jahre beträgt und die sich wie folgt auf verschiedene Gruppierungen verteilen:
| Partei / Wählerliste        | Stimmenanteil | Sitze  |
| --------------------------- | ------------- | ------ |
| Bürgerliste Röhlingen (BLR) | 58,0 %        | 9      |
| CDU                         | 34,6 %        | 5      |
| Grüne                       | 3,8 %         | 1      |
| SPD                         | 3,7 %         | 1      |
| Gesamt                      | 100 %         | 16     |
| Wahlbeteiligung             | 66,8 %        | 66,8 % |

Ortsvorsteher von Röhlingen ist Walter Schlotter (BLR).

### Wappen
Das Wappen der früheren Gemeinde Röhlingen geht auf den Ortsadel zurück. Es zeigt „in Rot zwei schräggekreuzte silberne Hirschstangen.“ Die Herren von Röhlingen waren mit den Herren von Killingen verwandt, die ein silbernes Hirschgeweih im Wappen führten. Der rote Hintergrund deutet auf die Abtei Ellwangen hin.

## Kultur und Sehenswürdigkeiten

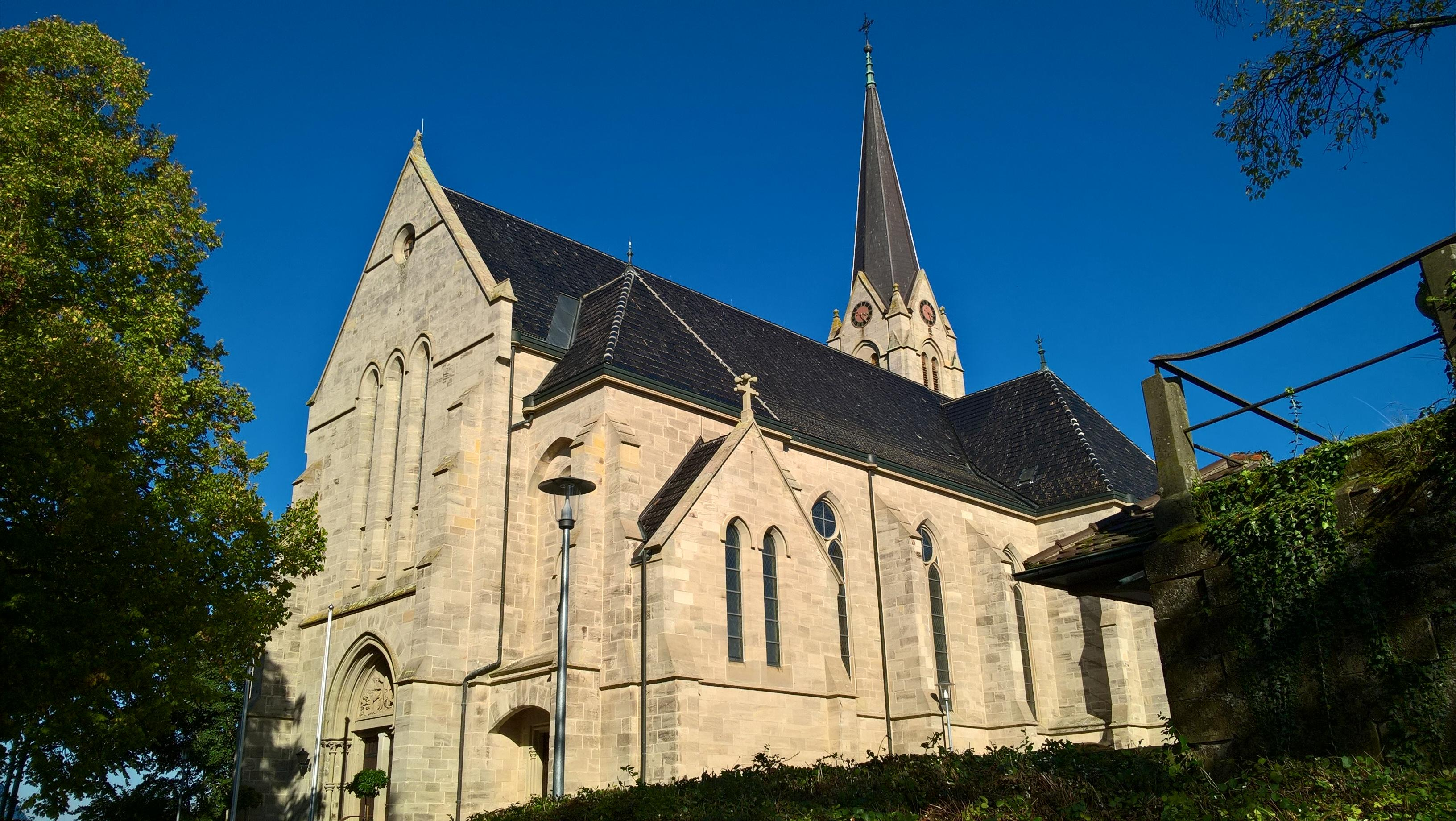
Außenansicht der Pfarrkirche

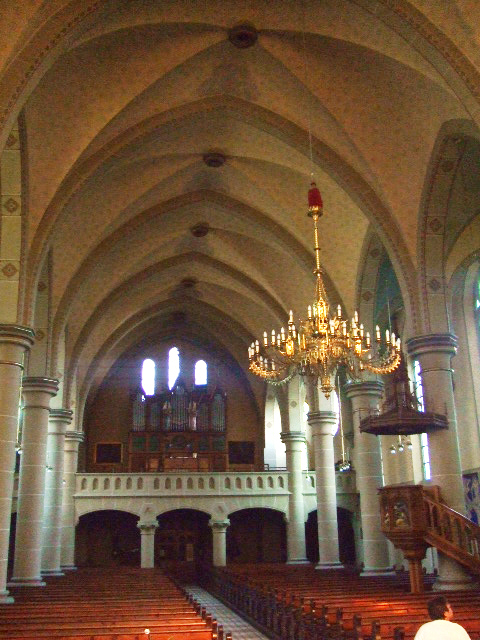
Katholische Pfarrkirche St. Peter und Paul, Röhlingen

### Bauwerke
Die Pfarrkirche St. Peter und Paul ist weithin sichtbar. Der ursprünglich romanische Bau wurde durch einen in den Jahren 1898 bis 1901 nach Plänen von Ulrich Pohlhammer im neugotischen Stil errichteten Neubau ersetzt. Der 1919 bis 1922 entstandene Kreuzwegfries von Alois Schenk gilt als frühestes Zeugnis des Expressionismus in einer Kirche der Diözese Rottenburg-Stuttgart.
Die Schutzengelkapelle in Neunheim wurde um 1724 erbaut, vermutlich nach einem Plan des Jesuitenpaters Jakob Amrhein, der auch die evangelische Stadtkirche Ellwangen plante. Der kreuzförmige Zentralbau ist mit Pilastern und korinthischen Kapitellen gestaltet. Um 1730 entstand das Deckenfresko Mariä Verkündigung, im Jahr 2001 wurde die Kapelle renoviert.
Die Katharinenkapelle in Rötlen steht auf dem noch deutlich sichtbaren Burgstall.

### Sport, Vereine
In Röhlingen gibt es mehr als 20 Vereine. Der Ringerverein AC Röhlingen ist überregional bekannt. Der Springreiter Hans-Peter Konle betreibt in Röhlingen einen Ausbildungsstall. Der TTC Neunstadt ist mit einer Damen-Mannschaft in der Tischtennis Landesliga und mit einer Mädchen U18-Mannschaft in der Tischtennis Verbandsklasse vertreten.

## Wirtschaft und Infrastruktur

### Verkehr

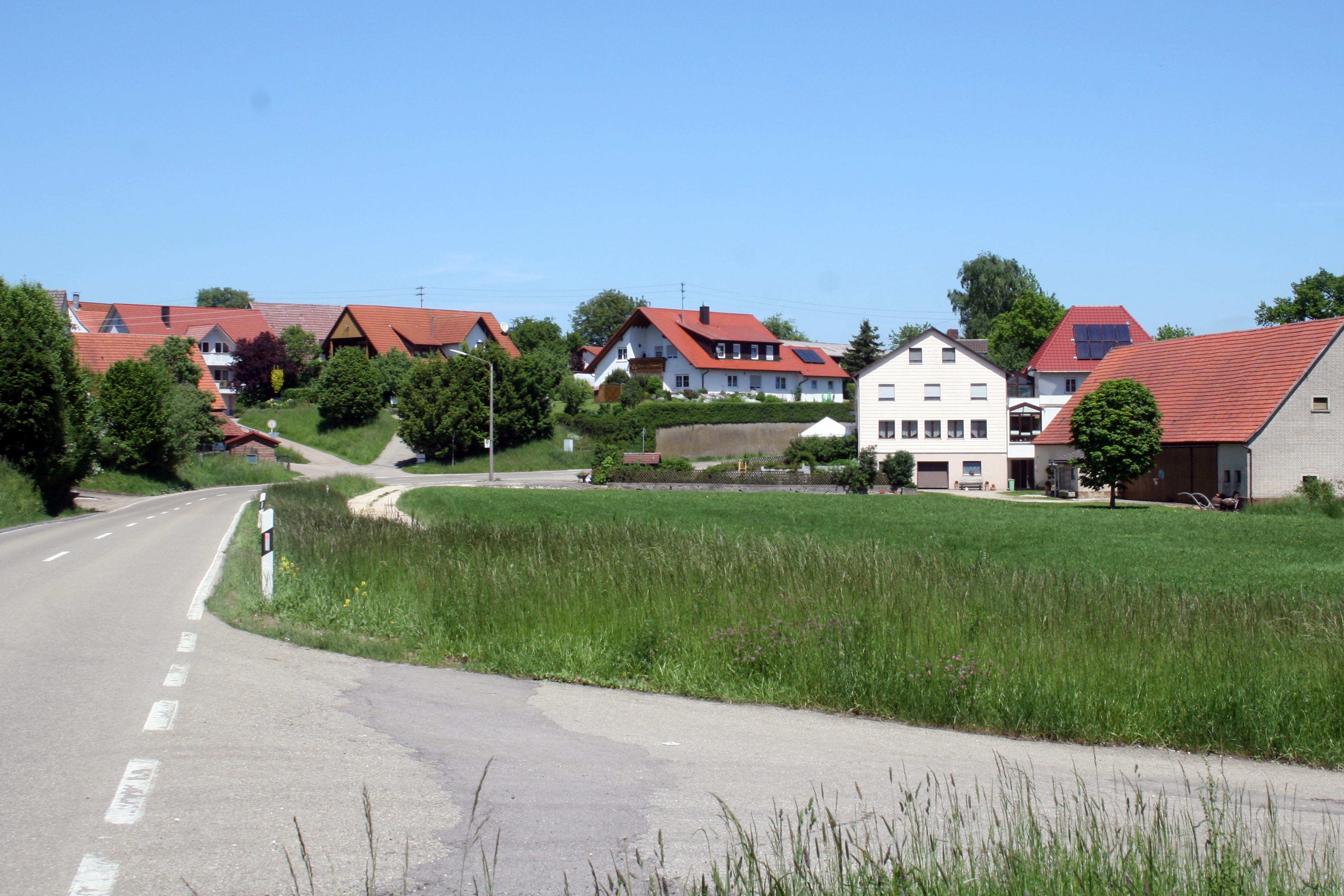
Erpfental, Ortsansicht an der Straße von Röhlingen nach Pfahlheim

Röhlingen hat seit 1987 direkten Anschluss an die Autobahn A 7.
Die Buslinien des öffentlichen Personennahverkehrs können zu Tarifen der Verkehrskooperationen OstalbMobil wie auch zu den eigenen Tarifen des jeweiligen Verkehrsunternehmens benutzt werden.
Nördlich des Ortsteils Erpfental liegt der Flugplatz Ellwangen. Es ist ein Sonderlandeplatz mit 875 Meter langer Grasbahn (Richtung 12/30) für Segelflugzeuge, Motorsegler, Ultraleichtflugzeuge und Motorflugzeuge bis zu einem Abfluggewicht von 2000 Kilogramm.

### Radfernwege
Durch den Ort führt der Deutsche Limes-Radweg. Er folgt dem Obergermanisch-Raetischen Limes über 818 km von Bad Hönningen am Rhein nach Regensburg an der Donau.

### Bildung
Röhlingen verfügt über eine Grundschule, die Johann-Sebastian-von-Drey-Schule. Das Schulhaus aus dem Jahr 1959 wurde 1982 erweitert.
Die katholische Kirchengemeinde ist Trägerin des Kindergartens St. Peter und Paul. Im Ortsteil Neunheim gibt es einen städtischen Kindergarten.

## Persönlichkeiten

### Ehrenbürger
- Karl Färber (1888–1979), Redakteur und Publizist

### Söhne und Töchter der Gemeinde
- Paul Speratus (1484–1551), evangelischer Reformator und Liederdichter
- Johann Georg Allgeyer d. Ä. (um 1670–nach 1724), Orgelbauer (Geburtsort strittig, mutmaßlich auch Hofen)
- Johann Sebastian von Drey (1777–1853), katholischer Theologe